# Lower Sundon
Lower Sundon, est un hameau anglais du Central Bedfordshire.
Le peuplement a été établi avant 1066. Le manoir de Sundon est répertorié dans le Domesday Book de 1086. Le manoir était détenu par les familles de Clare, Badlesmere et Scrope jusqu'au milieu du XVIe siècle, date à laquelle il passa à la famille Cheyne. En 1716, il fut vendu à William Clayton, 1er baron Sundon. Il passa plus tard à la famille Page-Turner.
L'église Sainte Marie a été construite pour la première fois à Lower Sundon au XIIIe siècle. Il s'agit d'un bâtiment classé de Grade I. Le presbytère victorien est classé au Grade II et comporte de très fines fenêtres à treillis .
Aujourd'hui, Lower Sundon se trouve dans la paroisse civile de Sundon et est proche de la grande ville de Luton.